# Stambach
Stambach è una frazione di 632 abitanti del comune austriaco di Grafendorf bei Hartberg, nel distretto di Hartberg-Fürstenfeld (Stiria). Già comune autonomo, il 1º gennaio 2015 è stato aggregato a Grafendorf bei Hartberg.